# Carlo Ratti
Carlo Ratti (né le 7 janvier 1971 à Turin) est un architecte-ingénieur italien qui travaille au Massachusetts Institute of Technology, où il dirige le MIT Senseable City Lab , l'un des principaux centres de recherche mondiaux sur la ville et les nouvelles technologies. Il est également fondateur de l'agence d'architecture Carlo Ratti Associati, créée en 2002 à Turin en Italie. 

## Formation
Diplômé de l'école polytechnique de Turin et de l'école nationale des Ponts et Chaussées de Paris, Carlo Ratti obtient plus tard son MPhil e PhD à l'Université de Cambridge au Royaume-Uni. En 2000, Il rejoint le Massachusetts Institute of Technology (MIT), dans le cadre du programme Fulbright, où il travailla avec Hiroshi Ishii au MIT Media Lab. 

## Vision
En 2011, lors de la conférence TED de Long Beach, Carlo Ratti esquisse la vision d'une architecture compréhensive et réactive de son environnement (anglais : «  an architecture that senses and responses ») Les technologies numériques mises en réseaux et atomisées conduisent au changement de l'interaction entre les êtres humains et leur environnement urbain. Comme si nos villes, nos bâtiments et nos objets, commençaient à « nous répondre en retour». Lors d'une discussion avec l'architecte Peter Cook, pendant le cycle de conférences 2011/2012  organisé par le Royal College of Art à Londres, Carlo Ratti retrace l'origine de sa vision à l'artiste Michel-Ange, à la période Baroque et Art nouveau.
Les travaux de Carlo Ratti portent sur l'environnement urbain des villes, de ses voiries, au réseau de canalisations d'eau et aux systèmes de gestion des déchets, en utilisant une nouvelle typologie de capteurs et d'appareils électroniques qui ont transformé notre manière de décrire et de comprendre la ville. D'autres projets inversent cette équation en utilisant les données collectées par des capteurs pour créer de nouveaux environnements. 
The Copenhagen Wheel, développé par le MIT Senseable City Lab, explore ainsi comment n'importe quel vélo pourrait être transformé en un instrument de mesure connecté en réseau, seulement en changeant le moyeu d'une roue. Le projet Trash Track fait appel à un système de traçage électronique pour mieux comprendre et optimiser les flux de déchets à travers nos villes. 
Carlo Ratti a également ouvert un centre de recherches à Singapour, une initiative du MIT sur le futur de la mobilité urbaine.
Les recherches de Carlo Ratti sont des éléments fondateurs du concept de ville intelligente. Dans un article publié dans la revue Scientific American avec Anthony M. Townsend , Ratti contraste la vision technocratique dominante des villes intelligentes, en soulignant le visage humain des technologies urbaines, et leur potentiel pour promouvoir une émancipation démocratique de nos sociétés.

## Architecture et design
Le design de Carlo Ratti concilie avec brio l'environnement matériel et l'univers numérique. Le Digital Water Pavilion réalisé lors de l'Exposition internationale de Saragosse réagissait aux visiteurs en séparant les flots d'eau pour leur permettre d'entrer dans le pavilion. Cette architecture a été considérée par le Time comme l'une des Meilleures Inventions de l'Année. Pour le projet d'extension du siège social de la marque Trussardi, à Milan, situé Piazza della Scala, un auvent végétal développé par le botaniste Patrick Blanc a été suspendu à un cube de cristal pour promouvoir de nouvelles interactions avec le public, aussi bien vers l'extérieur que vers l'intérieur. La proposition non réalisée de Carlo Ratti pour les Jeux olympiques d'été de 2012 à Londres était de transformer un bâtiment historique en un nuage (Cloud) d'expressions et d'expériences collectives interactives. 
Plusieurs projets de Carlo Ratti reposent sur la visualisation de données digitales. L'installation Real Time Rome, qui a occupé un pavillon entier en 2006 lors de l'Exposition internationale d'architecture de Venise explorait les dynamiques en temps réel d'une ville, cartographiées par l'intermédiaire de données de téléphones portables. Le module New York Talk Exchange exposé au MoMA de New York, dans le cadre de l'exposition Design and the Elastic Mind explorait bien au-delà des flux de communication avec l'économiste et sociologue américain Saskia Sassen.
Plusieurs projets du Senseable City Lab ont été inclus dans le classement de la revue Fast Company comme anglais : « best Infographics of 2011 ». Un projet d'analyse et de visualisation de données aboutit notamment à un Op-ed au New York Times pour redessiner la carte des États-Unis.
Pendant Milan Design Week en 2013, le travail de Carlo Ratti s'est aventuré dans le domaine du design d'objets, avec notamment un projet pour le fabricant italien de mobilier Cassina, intitulé Our Universe. Au même endroit, un autre projet nommé Makr Shakr, explorait la Troisième Révolution Industrielle, et ses effets sur la créativité et le design, à travers le procédé de fabrication d'une boisson. 
Carlo Ratti est actuellement commissaire du Future Food District, un des pavilions à thème de la prochaine Exposition internationale de Milan.

## Contributions scientifiques
Carlo a coécrit plus de 250 articles. Dans l'article de référence publié dans le magazine Environment and Planning, il questionne la validité de la technique d'analyse urbaine de Syntaxe spatiale. Carlo Ratti a ouvert un nouveau champ d'exploration dans l'usage des données cellulaires pour comprendre les dynamiques urbaines, qui sont depuis devenus un domaine d'investigation scientifique reconnu. En général, le MIT Senseable City Lab travaille sur des articles universitaires qui utilisent l'analyse en réseaux et la complexité scientifique pour mieux appréhender les villes. Ces aspects ont été discutés par Carlo Ratti dans le magazine Seed, avec le mathématicien Steven Strogatz. 

## Enseignement et activisme
Carlo Ratti a enseigné à Politecnico di Torino, l'École Nationale des Ponts et Chaussées, l'Université Harvard, le Strelka Institute, et le Massachusetts Institute of Technology. La Classe "Urban Infoscape" enseignée à Harvard Graduate School of Design en 2004 a été un élément central pour établir la vision fondatrice du Senseable City Lab. En 2011, Carlo Ratti a été membre du Lab team et commissaire du BMW Guggenheim Lab de Berlin. Il a également été directeur de programme au Strelka Institute for Media, Architecture and Design à Moscou. 
Alors qu'il était étudiant à l'Université de Cambridge, Carlo Ratti fut à l'initiative du Progetto Collegium pour la réforme des universités italiennes, en collaboration avec les philosophes Umberto Eco et Marco Santambrogio. Le projet a mené à la création du Collegio di Milano et d'autres institutions en Italie. Carlo a été aussi impliqué dans plusieurs initiatives civiques, plus particulièrement pour préserver l'héritage de l'architecture industrielle italienne.
- En 2007 le Ministre Italien de la Culture Francesco Rutelli nomma Carlo membre du Conseil pour le Design Italien, un comité consultatif du gouvernement composé des 25 meilleurs designer Italiens[14]. Il fut également le président de Comitato Valdo Fusi, une initiative citoyenne pour réaménager la place Piazzale Valdo Fusi à Turin[15].
- En 2009, Carlo Ratti a participé à de nombreuses initiatives citoyennes à Brisbane en Australie, après avoir été nommé "Innovator in Residence" par le gouvernement des Queensland qui invita des visionnaires du monde entier pour apporter leurs perspectives uniques aux problèmes auxquels étaient confrontés les habitants de Queensland.
- Depuis 2009, Carlo Ratti est délégué au Forum économique mondial de Davos. Il est également membre du Global Agenda Council pour l'Infrastructure et le Développement Urbain[16].

## Distinctions
Carlo a été inclus dans le classement 2008 Best & Brightest de l’Esquire Magazine's et dans la liste des 60 innovateurs de Thames&Hudson. En 2010 Blueprint Magazine lsélectionna Carlo Ratti en tant que l’un des 25 People Who Will Change the World of Design. Forbes le lista en tant que Names You Need To Know en 2011 et Fast Company le nomma 50 Most Influential Designers in America. 
Toujours en 2011, Carlo Ratti fut reconnu par la Fondation de Renzo Piano comme le "Nouveau talent de l'architecture". Enfin, en 2012, Carlo fut mentionné dans la Smart List du Magazine Wired comme l'une des "50 personnes qui vont changer le monde".

## Publications et installations
En plus de publier régulièrement des articles dans le magazine Domus et dans le quotidien Italien Il Sole 24 Ore, Carlo Ratti a également écrit pour la BBC, La Stampa, Scientific American, The Architectural Review, Huffington Post, The New York Times et The Global Herald. Il a aussi publié un ouvrage intitulé "Opensource" avec Joseph Grima. Ses travaux ont été exposés publiquement lors de différentes éditions de la Biennale de Venise, the Design Museum Barcelona, the Science Museum à Londres, GAFTA à San Francisco et The Museum of Modern Art à New York. Son « Digital Water Pavilion » a été encensé par le Time Magazines qui le qualifia de « meilleure invention de l’année ».